# Josef Zamazal
Josef Zamazal (7. března 1869 Malé Prosenice – 1. března 1935 Malé Prosenice) byl český úředník, účastník odboje v první světové válce. Vojenským soudem byl obviněn z vyzvědačství a odsouzen k smrti. V roce 1917 byl propuštěn na amnestii.

## Život
Narodil se v roce 1869 do selské rodiny. Měl dva bratry, Antonína a Františka, oba jeho bratři zůstali věrni selskému stavu a byli nadále rolníky. Josef po ukončení studií pracoval jako hospodářský správce a účetní v Brodku u Přerova.
Za první světové války se zapojil do odboje proti Rakousku-Uhersku, v roce 1915 byl zatčen a v tzv. Kramářových vlastizrádných procesech byl společně s Karlem Kramářem, Aloisem Rašínem a Vincencem Červinkou za vlastizradu odsouzen k trestu smrti provazem. Ve vězení trpěl hladem tak jak i ostatní a k jeho přežití i jeho spoluvězňů pomohlo i jídlo dovážené do Vídně od obou sourozenců. Provedení rozsudku zabránila nemoc císaře Františka Josefa I. a i hrdinský postoj jeho osobního lékaře MUDr. Kerzla. Podle tehdejších zákonů musel rozsudky smrti politických vězňů podepsat císař a MUDr. Kerzl odmítl pustit vojenské auditory k císaři. Odvolal se na jeho zdravotní stav s tím, že císař by se mohl rozrušit a to by mohlo zhoršit jeho zdravotní stav, za který byl on odpovědný. Císař František Josef I. zanedlouho zemřel a nový císař Karel I. nejprve provedení poprav odložil, poté rozsudky změnil a nakonec všechny odsouzené v rámci širší amnestie v červnu roku 1917 amnestoval.
Po první světové válce Josef Zamazal pracoval ve státních službách jako vrchní revident ministerstva financí.
Dne 7. května 1934 se na Hostýně oženil s Josefou Otáhalovou. Zemřel v roce 1935 a je pochován v rodinné hrobce v Prosenicích.